# Kłodzino (powiat szczecinecki)
Kłodzino (niem. Klotzen) – wieś w Polsce położona w województwie zachodniopomorskim, w powiecie szczecineckim, w gminie Barwice.
Wieś ma średniowieczny rodowód. Od XV do XVIII w. była lennem rodziny von Glassenap.

## Zabytki
- zespół pałacowy[4].